# Ángel María Navarro
Ángel María Navarro (*Guarita, 2 de agosto de 1870 - 31 de julio de 1951, Santa Rosa de Copán) Sacerdote, profesor, escritor hondureño, Obispo de la Diócesis de Santa Rosa de Copán.

## Biografía
Ángel María Navarro y Navarro, nació el 2 de agosto de 1870, en la Villa de Guarita, del Departamento de Lempira, república de Honduras; siendo hijo del matrimonio que comprendían el señor Sixto Navarro y la señora Juana de Dios Navarro. 
De joven Ángel María, estudio en la escuela primaria de la localidad, seguidamente se graduó de bachiller e ingreso al Seminario Diocesano de Santa Tecla república de El Salvador donde curso estudios de Humanidades (1892-1896), después se recibió en Filosofía, Teología (1896-1899); ordenándose de sacerdote en el año de 1899.

## Vida Sacerdotal
- 1899. Nombrado cura párroco del Pueblo de Erandique, Lempira.
- 1907. Nombrado cura párroco de la Villa de Guarita, Lempira.
- 1911. Nombrado cura párroco de Gracias, cargo que ostentó hasta 1928.
- 1928. Consagrado por el obispo Hombach es nombrado en este año como nuevo Obispo de la Diócesis de Santa Rosa de Copán y mando a construir la Iglesia de San Marcos en la ciudad de Gracias.
- 1943. Administrador Apostólico de la Arquidiócesis de Tegucigalpa, Honduras.

En 1948 siendo el obispo Ángel María Navarro de la Arquidiócesis de Tegucigalpa; fue del parecer para que se arreglara el altar mayor de la Iglesia Catedral de la virgen de "Santa Rosa de Lima", de la ciudad de Santa Rosa de Copán en tal sentido, fue movido el altar que estaba bajo de la cúpula, para dejar más espaciosa la nave central de la Iglesia con tendencia y arquitectura barroca del siglo XIX, la cual fue protegida y remodelada después con presupuesto de la Cooperación cultural española en Honduras.

## Autor de los Libros
- "Devocionario Cristiano Popular", escrito en Santa Bárbara en 1924. (Se hace recalcar que la segunda edición de este libro lo realizó la Editorial Turnhout de Bélgica en 1929).
- "Catecismo de la Doctrina Cristiana" (1915). (5 ediciones)
- "Modo Práctico de Rezar el Santo Rosario" (1916). (8 Ediciones)
- Dos Cartas Pastorales, escritas por el Obispo Navarro.

El Obispo Ángel María Navarro, fallecería el 31 de julio de 1951, sus restos fueron trasladados a la ciudad de Gracias, Departamento de Lempira y sepultados en la Iglesia de San Marcos, siguiendo su petición testamentaria.

## Homenaje póstumo
- Jardín de niños Monseñor Ángel María Navarro, ubicado en la ciudad de Gracias.